# William Whitworth
William Jock Whitworth (ur. 29 czerwca 1884, zm. 25 października 1973) – brytyjski wojskowy, admirał Royal Navy, uczestnik obu wojen światowych, zwycięzca w drugiej bitwie morskiej pod Narvikiem, w latach 1941–1944 Drugi Lord Morski Admiralicji.

## Życiorys
William Jock Whitworth wstąpił do Royal Navy w 1899 roku. W 1910 roku poślubił Marguerite MacLean, z którą mieli czworo dzieci: dwóch synów i dwie córki. Podczas I wojny światowej został za swe zasługi odznaczony Distinguished Service Order oraz wymieniony w sprawozdaniu. Awansowany w 1925 roku do stopnia komandora (Captain), przez następne trzy lata służył na lądzie. Do linii powrócił w 1928 roku, obejmując dowództwo 2. Flotylli Niszczycieli i niszczyciela „Stuart” w składzie Floty Śródziemnomorskiej.
Po dwuletnim okresie służby sztabowej, powrócił w 1933 roku na morze, by dwa lata później objąć dowództwo okrętu flagowego Floty Śródziemnomorskiej, pancernika „Resolution”. W 1936 roku dowodził pancernikiem „Rodney”, w tym samym roku został awansowany do stopnia kontradmirała (Rear-Admiral). W 1937 roku objął funkcję sekretarza morskiego Admiralicji i pozostał na niej przez kolejne dwa lata. W tym czasie otrzymał Order Łaźni.
Tuż przed wybuchem II wojny światowej został mianowany dowódcą Eskadry Krążowników Liniowych w randze wiceadmirała (Vice-Admiral), z HMS „Hood” jako okrętem flagowym. Na jego pokładzie wziął udział w pierwszych akcjach bojowych wojny na Atlantyku. W 1940 roku, podczas kampanii norweskiej, dowodził eskadrą z pokładu krążownika liniowego „Renown” w starciu z niemieckimi pancernikami „Scharnhorst” i „Gneisenau”, następnie z pokładu pancernika „Warspite” w bitwie z niemieckimi niszczycielami pod Narwikiem, zakończonej rozgromieniem zespołu przeciwnika. Za te akcje został powtórnie wymieniony w sprawozdaniu oraz odznaczony norweskim Orderem św. Olafa. W sierpniu 1940 roku ponownie podniósł swą flagę na „Hoodzie”, pozostając na stanowisku do maja następnego roku.
Odwołany do służby w Admiralicji, w latach 1941–1944 pełnił funkcję Drugiego Lorda Morskiego, Lorda Komisarza oraz szefa personelu. W lipcu 1941 roku został komandorem Orderu Łaźni, w grudniu 1943 roku awansował do stopnia pełnego admirała (Admiral). Po odejściu z Admiralicji w lutym 1944 roku pełnił funkcję komendanta portu w Rosyth. Przeszedł w stan spoczynku w lipcu 1946 roku, zmarł w październiku 1973 roku.